# Viktória Varga (Tennisspielerin)
Viktoria Varga (* 1. Mai 2006) ist eine ungarische Tennisspielerin.

## Karriere
Varga spielte bisher überwiegend Turniere der ITF Junior Tour und ITF Women’s World Tennis Tour, wo sie bislang aber noch keinen Titel gewinnen konnte.
2022 erhielt sie im September zusammen mit ihrer Partnerin Kitti Molnár eine Wildcard für das Hauptfeld im Damendoppel der Budapest Open, ihrem ersten Turnier der WTA Challenger Series. Sie verloren aber bereits ihr Auftaktmatch gegen Schibek Qulambajewa und Diāna Marcinkēviča mit 4:6 und 3:6.
2023 erhielt sie eine Wildcard für die Qualifikation zum Hauptfeld im Dameneinzel des Hungarian Grand Prix, ihrem ersten Turnier der WTA Tour. Sie verlor aber bereits in der ersten Runde gegen Kateryna Wolodko mit 0:6 und 4:6.